# Thomas Anders
Thomas Anders, pseudonimo di Bernd Weidung (Münstermaifeld, 1º marzo 1963), è un cantante, compositore e produttore discografico tedesco.

## Biografia
È noto principalmente come voce del popolare duo tedesco pop Modern Talking, formato nel 1984 con Dieter Bohlen
Il duo ha conosciuto un successo ininterrotto dal 1984 al 1987, in seguito Bohlen e Anders hanno deciso di interrompere la collaborazione per dedicarsi ad esperienze diverse. Thomas ha ripreso la carriera solista, mentre Dieter ha creato il gruppo dei Blue System, con un discreto successo in Europa per tutti gli anni novanta.
Nel 1995 ha pubblicato da solista il singolo Never Knew Love like This Before, cover dell'omonimo brano di Stephanie Mills del 1980.
Nel 1998 il duo dei Modern Talking si è ricomposto, riproponendo quindi i suoi successi, spesso rivisitati, e anche nuovi brani. Nel 2003 il duo si è sciolto nuovamente, dopo aver pubblicato in totale 12 album (l'ultimo dei quali, Universe, è tuttora inedito in Italia). Thomas Anders ha proseguito quindi la carriera solista, proponendo sonorità e atmosfere più intimistiche, ma raccogliendo comunque il testimone dell'esperienza dei Modern Talking. Alcuni suoi album sono stati peraltro prodotti da Bohlen.
Il suo singolo Why do you cry, pubblicato nel febbraio 2010, ha riscosso un buon successo in Europa.
Nel 2017 ha fatto uscire Pures Leben, il suo primo album di inediti interamente cantato in tedesco: in precedenza, infatti, Thomas Anders aveva sempre cantato in inglese. Nel 2018 è stata la volta di Ewig mit Dir, nuovo album di inediti sempre in lingua tedesca.

## Vita privata
È stato sposato con Nora Balling dal 1985 al 1999: il matrimonio si è concluso col divorzio. Nel luglio del 2000 è convolato a nozze con Claudia Hess. La coppia ha un figlio, Alexander Mick, nato il 27 giugno 2002. Anders e la moglie vivono a Coblenza.

## Discografia

### Album in studio
- 1989 – Different
- 1991 – Whispers
- 1992 – Down on Sunset
- 1993 – When Will I See You Again
- 1994 – Barcos de Cristal
- 1995 – Souled
- 2004 – This Time
- 2006 – Songs Forever
- 2010 – Strong
- 2011 – Two (con Jörn–Uwe Fahrenkrog–Petersen)
- 2012 – Christmas for You
- 2016 – History
- 2017 – Pures Leben
- 2018 – Ewig mit Dir
- 2020 – Das Album (con Florian Silbereisen)
- 2021 – Cosmic
- 2024 – Nochmal! (con Florian Silbereisen)
- 2025 – ...Sings Modern Talking: The 1st Album
- 2025 – ...Sings Modern Talking: Let's Talk About Love

### Album live
- 1997 – Live Concert

### Raccolte
- 1992 – For Your Love
- 1998 – Golden Stars

### Opere audiovisive
- 2006 – The DVD Collection

### Duetti
- 2009 – The Night Is Still Young, con Sandra
- 2012 – No Ordinary Love, con Kamaliya
- 2013 – We Are One, con Omid Soltani
- 2018 – Sie sagte doch sie liebt mich, con Florian Silbereisen